# Victor Rosa
Victor Cardoso Rosa (Rio de Janeiro, 11 de agosto de 1986) é um ex-ginasta brasileiro que integrou a seleção masculina de ginástica artística.
Foi campeão brasileiro no individual geral e representou o Brasil em diversas competições internacionais. Participou em campeonatos mundiais, incluindo o Campeonato Mundial de Ginástica Artística de 2007, em Stuttgart, na Alemanha.
Em 2006 participou dos Jogos Sul-Americanos em Buenos Aires, onde conquistou a medalha de ouro em equipes, ouro no solo e ouro no salto sobre a mesa, além de medalha de bronze no individual geral. Em 2010, nos Jogos Sul-Americanos em Medellín conquistou a medalha de ouro na modalidade por equipes e a medalha de bronze no solo.
Em 2007 também participou dos Jogos Pan-Americanos, no Rio de Janeiro.